# 45e cérémonie des Daytime Emmy Awards
La 45e cérémonie annuelle des Daytime Emmy Awards, organisée par l'Academy of Television Arts and Sciences récompense le meilleur des programmes de journée a eu lieu le 29 avril 2018 au Pasadena Civic Auditorium à Los Angeles en Californie.

## Cérémonie
Les nominations pour la 45e cérémonie annuelle des Daytime Emmy Awards ont été annoncées en direct le 21 mars 2018.

## Palmarès
Note : Les lauréats sont indiqués ci-dessous en premier de chaque catégorie et en gras.

### Programmes

#### Meilleure série télévisée dramatique
- Des jours et des vies
  - Les Feux de l'amour
  - Hôpital central
  - Amour, Gloire et Beauté

#### Meilleur jeu télévisé
- The Price Is Right
  - Family Feud
  - Jeopardy!
  - Let's Make a Deal
  - Who Wants to Be a Millionaire?

#### Meilleur programme matinal
- Good Morning America
  - CBS Sunday Morning
  - CBS This Morning
  - Today

#### Meilleur débat télévisé d'information
- The Dr. Oz Show
  - The Chew
  - Larry King Now
  - Megyn Kelly Today
  - Steve

#### Meilleur débat télévisé de divertissement
- The Talk
  - The Ellen DeGeneres Show
  - Live with Kelly and Ryan
  - The Real
  - The View

#### Meilleure émission d'informations et de divertissement
- Entertainment Tonight
  - Access Hollywood
  - Daily Mail TV
  - E! News
  - Extra

### Performances

#### Meilleur acteur dans une série télévisée dramatique
- James Reynolds pour le rôle d'Abe Carver dans Des jours et des vies
  - Peter Bergman pour le rôle de Jack Abbott dans Les Feux de l'amour
  - Michael Easton pour le rôle de Dr Hamilton Finn dans Hôpital central
  - John McCook pour le rôle d'Eric Forrester dans Amour, Gloire et Beauté
  - Billy Miller pour les rôles de Jason Morgan et Drew Cain dans Hôpital central

#### Meilleure actrice dans une série télévisée dramatique
- Eileen Davidson pour le rôle d'Ashley Abbott dans Les Feux de l'amour
  - Nancy Lee Grahn pour le rôle d'Alexis Davis dans Hôpital central
  - Marci Miller pour le rôle d'Abigail Deveraux DiMera dans Des jours et des vies
  - Maura West pour le rôle d'Ava Jerome dans Hôpital central
  - Laura Wright pour le rôle de Carly Corinthos dans Hôpital central

#### Meilleur acteur dans un second rôle dans une série télévisée dramatique
- Greg Vaughan pour le rôle d'Eric Brady dans Des jours et des vies
  - Wally Kurth pour le rôle de Ned Quatermaine dans Hôpital central
  - Chandler Massey pour le rôle de Will Horton dans Des jours et des vies
  - Anthony Montgomery pour le rôle de Dr Andre Maddox dans Hôpital central
  - Greg Rikaart pour le rôle de Kevin Fisher dans Les Feux de l'amour

#### Meilleure actrice dans un second rôle dans une série dramatique
- Camryn Grimes pour le rôle de Mariah Copeland dans Les Feux de l'amour
  - Marla Adams pour le rôle de Dina Mergeron Abbot dans Les Feux de l'amour
  - Susan Seaforth Hayes pour le rôle de Julie Olson Williams dans Des jours et des vies
  - Elizabeth Hendrickson pour le rôle de Chloe Mitchell dans Les Feux de l'amour
  - Mishael Morgan pour le rôle de Hilary Curtis dans Les Feux de l'amour
  - Jacqueline MacInnes Wood pour le rôle de Steffy Forrester Spencer dans Amour, Gloire et Beauté

#### Meilleur jeune acteur dans une série télévisée dramatique
- Rome Flynn pour le rôle de Zende Forrester-Dominguez dans Amour, Gloire et Beauté
  - Lucas Adams pour le rôle de Tripp Dalton dans Des jours et des vies
  - Tristan Lake Leabu pour le rôle de Reed Hellstrom dans Les Feux de l’amour
  - Casey Moss pour le rôle de JJ Deveraux dans Des jours et des vies
  - Hudson West pour le rôle de Jake Spencer dans Hôpital central

#### Meilleure jeune actrice dans une série télévisée dramatique
- Chloe Lanier pour le rôle de Nelle Benson dans Hôpital central
  - Reign Edwards pour le rôle de Nicole Avant Forrester-Dominguez dans Amour, Gloire et Beauté
  - Hayley Erin pour le rôle de Kiki Jerome dans Hôpital central
  - Cait Fairbanks pour le rôle de Tessa Porter dans Les Feux de l'amour
  - Olivia Rose Keegan pour le rôle de Claire Brady dans Des jours et des vies

#### Meilleur invité dans une série dramatique
- Vernee Watson-Johnson pour le rôle de Stella Henry dans Hôpital central
  - Ryan Ashton pour le rôle de Zach Sinnett dans Les Feux de l’amour
  - Robb Deringer pour le rôle de Scooter Nelson dans Des jours et des vies
  - John Enos pour le rôle de Roger dans Des jours et des vies
  - Morgan Fairchild pour le rôle d'Anjelica Deveraux dans Des jours et des vies

#### Meilleur présentateur de jeu télévisé
- Wayne Brady pour Let's Make a Deal
  - Chris Harrison pour Who Wants to Be a Millionaire?
  - Steve Harvey pour Une famille en or
  - Pat Sajak pour La Roue de la fortune
  - Alex Trebek pour Jeopardy!

#### Meilleur présentateur de débat télévisé
- Steve Harvey pour Steve

#### Meilleur présentateur d'émission de débat informative
- Adrienne Houghton, Loni Love, Jeannie Mai et Tamera Mowry pour The Real

### Réalisation
- Meilleure réalisation pour une série télévisée dramatique
- Des jours et des vies
  - Amour, Gloire et Beauté
  - Hôpital central
  - Les Feux de l'amour

### Scénario
- Meilleur scénario pour une série télévisée dramatique
- Des jours et des vies
  - Amour, Gloire et Beauté
  - Les Feux de l'amour
  - Hôpital central